# Lignine peroxydase
La lignine peroxydase est une oxydoréductase qui catalyse la réaction :
(3,4-diméthoxyphényl)méthanol + H2O2  {\displaystyle \rightleftharpoons }  3,4-diméthoxybenzaldéhyde + 2 H2O.
Cette enzyme, produite par des mycètes du genre Phanerochaete (en), permet, avec la manganèse peroxydase, de dégrader la lignine du bois, en faisant intervenir de l'alcool de vératryle.